# Martin Bernheimer
Martin Bernheimer (Múnich, Alemania, 28 de septiembre de 1936-Manhattan, 29 de septiembre de 2019) fue un crítico musical estadounidense.

## Trayectoria
Estudió en la Hochschule für Musik muniquesa y con el musicólogo Gustave Reese en la New York University. 
Hasta 1965, escribió para el New York Herald Tribune, fue asistente de Irving Kolodin y crítico oficial del New York Post. 
En 1965, se mudó a Los Ángeles como crítico del Los Angeles Times. 
Desde 1996, colabora en varias publicaciones entre ellas Opera News y el Financial Times.

## Premios
Ganó dos veces el premio del ASCAP (1974 y 1978) y, en 1982, el Premio Pulitzer de la crítica.